# Mother Hubbard-klänning

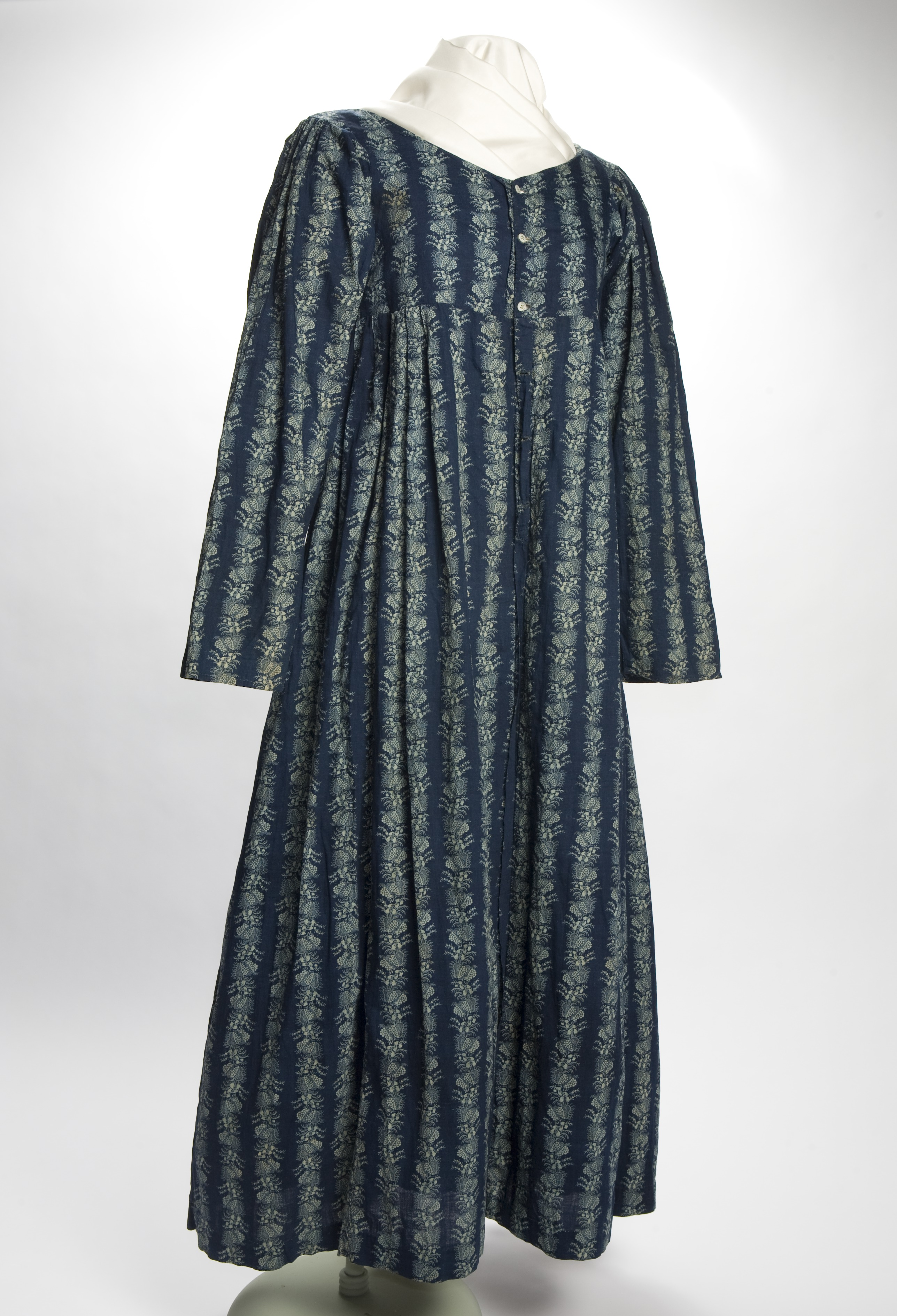
Mother Hubbard-klänning, 1820.

Mother Hubbard-klänning eller Mother Hubbard-dräkt (engelska Mother Hubbard dress) är en lång, vid, löst sittande klänning med långa ärmar. Den var mer praktisk för arbetande kvinnor än 1800-talets korsettmode och blev del av tidens dräktreformrörelse. Klänningen lanserades även som en mer "sedesam" dräkt för polynesiska kvinnor. 

## Historik
Modellen designades under den viktorianska tiden på 1800-talet. Den utvecklades som ett praktiskt och bekvämt plagg för kvinnor att bära hemma då de utförde hushållsarbete, som alternativ till de korsetterade klänningar som annars bars och som försvårande rörligheten.
Den utvecklades informellt någon gång under 1800-talets första hälft och var troligen ursprungligen helt enkelt samma typ av modell som småflickor bar, men sydd för en vuxen kvinna. Den var inget modeplagg utan ett praktiskt bruksplagg som bars av kvinnor som måste kunna ta av sig korsetten och kunna klä sig bekvämt och rörligt när de utförde hushållsarbete, utan att hindras av den korsett som annars bars. Den ansågs inte lämplig att bäras utomhus eller offentligt utan enbart hemma i familjekretsen. 
Mother Hubbard-klänningen introducerades på 1800-talet också av västerländska missionärer för den inhemska kvinnorna i Polynesien. Missionärerna ansåg att de polynesiska kvinnorna, som traditionellt sett ofta var nakna på överkroppen, klädde sig osedligt. En helt västerländsk klädsel med korsett och underkjolar var alltför varm och obekväm för att kunna introduceras i Polynesien. Missionärerna fick därför de inhemska kvinnorna som konverterade till kristendomen att bära en Mother Hubbard-klänning, som uppfyllde missionärernas krav på anständighet samtidigt som de inte var alltför varma eller obekväma. Till att börja med bars sådana klänningar endast i kyrkan men snart bars de allmänt av alla kvinnor i Söderhavet, där de med tiden kom att bli en ny traditionell dräkt. 

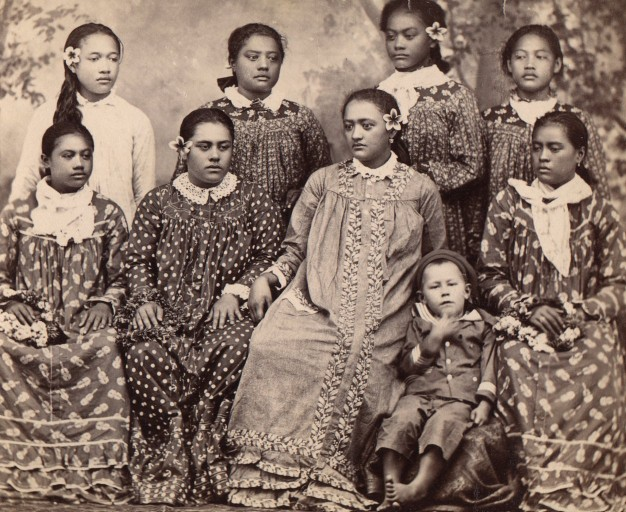
Tahitiska kvinnor bar denna dräkt när de övergick till kristendomen.